# كلات (أخند)
کلات (بالفارسية: کلات) هي قرية تقع في إيران في قسم أخند الريفي. يقدر عدد سكانها بـ 729 نسمة بحسب إحصاء 2016.